# Laboral Kutxa-Fundación Euskadi
Das Team Laboral Kutxa-Fundación Euskadi ist ein Radsportteam im Frauenradsport aus Spanien mit Sitz in Bilbao.

## Organisation und Geschichte
Das Team wurde 2019 gegründet und ist das Frauenradsportteam der Fundación Euskadi, zu der auch das UCI ProTeam Euskaltel-Euskadi gehört. Hauptsponsor ist die baskische Kreditgenossenschaft LABORAL kutxa. Seit der Saison 2021 ist das Team als UCI Women’s Continental Team lizenziert. Den ersten internationalen Sieg erzielte in der Saison 2023 Marta Romeu mit dem Gewinn einer Etappe der Vuelta Ciclista Andalucía Elite Women.
Im Oktober 2023 beantragte das Team bei der UCI eine Lizenz als UCI Women’s WorldTeam ab der Saison 2024, die zwei frei gewordenen Lizenzen wurden jedoch von der UCI an in der Weltrangliste besser platzierte Teams vergeben. 2025 gehörte die Mannschaft zu den ersten sieben Frauenteams, die eine Lizenz als UCI Women’s ProTeam erhielten.

## Mannschaft 2025
| Teamkader 2025          | Teamkader 2025    | Teamkader 2025 | Teamkader 2025                                       |
| Name                    | Geburtsdatum      | Land           | Vorheriges Team                                      |
| ----------------------- | ----------------- | -------------- | ---------------------------------------------------- |
| Naia Amondarain         | 13. Februar 2001  | Spanien        | Sopela Women's Team (2022)                           |
| Alice Maria Arzuffi     | 19. November 1994 | Italien        | Ceratizit-WNT Pro Cycling (2024)                     |
| Julija Birjukowa        | 24. Januar 1998   | Ukraine        | Human Powered Health (2024)                          |
| Idoia Eraso             | 27. Februar 2002  | Spanien        |                                                      |
| Arianna Fidanza         | 6. Januar 1995    | Italien        | Ceratizit-WNT Pro Cycling (2024)                     |
| Yanina Kuskova          | 11. Dezember 2001 | Usbekistan     | Tashkent City Women Professional Cycling Team (2024) |
| Usoa Ostolaza           | 25. Februar 1998  | Spanien        |                                                      |
| Ane Santesteban         | 12. Dezember 1990 | Spanien        | Team Jayco AlUla (2023)                              |
| Debora Silvestri        | 8. Mai 1998       | Italien        | Zaaf Cycling Team (2023)                             |
| Catalina Soto           | 8. April 2001     | Chile          | Bizkaia-Durango (2023)                               |
| Alba Teruel             | 17. August 1996   | Spanien        | Bizkaia-Durango (2022)                               |
| Laura Tomasi            | 1. Juli 1999      | Italien        | UAE Team ADQ (2023)                                  |
| Cristina Tonetti        | 6. Juli 2002      | Italien        | Top Girls Fassa Bortolo (2023)                       |
| Eneritz Vadillo         | 1. November 2004  | Spanien        |                                                      |
|                         |                   |                |                                                      |
| Quelle: ProCyclingStats |                   |                |                                                      |

## Erfolge als Continental Team
| Rennserie                 | 2021 | 2022 | 2023 | 2024 |
| ------------------------- | ---- | ---- | ---- | ---- |
| UCI Women’s WorldTour     | -    | -    | -    | -    |
| andere UCI-Rennen         | -    | -    | 1    | 4    |
| nationale Meisterschaften | -    | -    | -    | 2    |

## Platzierungen in der UCI-Weltrangliste
| UCI Ranking | UCI Ranking | UCI Ranking              | UCI Ranking |
| Jahr        | Teamwertung | Einzelwertung            |             |
| ----------- | ----------- | ------------------------ | ----------- |
| 2021        | 57.         | Eukene Larrarte (608. )  |             |
| 2022        | 50.         | Yurani Blanco (279. )    |             |
| 2023        | 23.         | Nadia Quagliotto (147. ) |             |
| 2024        | —           | Usoa Ostolaza (74. )     |             |
|             |             |                          |             |
| Quelle: UCI |             |                          |             |